# Parc naturel de la Serra de Mariola
La Sierra de Mariola est un parc naturel à l’intérieur des provinces d’Alicante et de Valence, Communauté valencienne, Espagne.
Cette zone de 17 257 ha a été déclarée parc naturel par la Généralité valencienne le 8 janvier 2002. La montagne est située entre les régions de l'Alcoià, Comté de Cocentaina et la Vall d'Albaida.

## Municipalités incluses
- Agres
- Alcoy
- Alfafara
- Banyeres de Mariola
- Bocairent
- Cocentaina
- Muro de Alcoy

## Faune
La faune comporte de nombreuses espèces : Lézard ocellé, Aigle royal, Faucon pèlerin, Grand-duc d'Europe, Pinson des arbres, Genette d'Europe, Renard roux...